# Mohamed Lamine Sylla
Mohamed Lamine Sylla (ur. 22 lutego 1971 w Konakry  – zm. 9 czerwca 2010 w Marsylii) – piłkarz gwinejski grający na pozycji napastnika.

## Kariera klubowa
Swoją karierę piłkarską Sylla rozpoczął w klubie Hafia FC. W 1986 roku zadebiutował w nim w lidze gwinejskiej. W 1988 roku odszedł do gabońskiego USM Libreville. Spędził w nim dwa sezony.
W 1990 roku Sylla wyjechał do Europy i został zawodnikiem Willem II Tilburg. Występował w nim do końca sezonu 1994/1995. Latem 1995 roku przeszedł do FC Martigues. W sezonie 1995/1996 spadł z nim z Ligue 1 do Ligue 2. W sezonie 1997/1998 grał w Szkocji, w Ayr United. W sezonie 1998/1999 był zawodnikiem Paniliakosu, a w 2000 roku grał w Chamois Niortais FC. W sezonie 2000/2001 był piłkarzem FC Istres, a w 2002 roku zakończył karierę jako zawodnik tunezyjskiego Stade Tunisien.
| Sezon   | Klub                | Kraj     | Rozgrywki            | Mecze | Bramki |
| ------- | ------------------- | -------- | -------------------- | ----- | ------ |
| 1986    | Hafia FC            | Gwinea   | Championnat National | 10    | 4      |
| 1987    | Hafia FC            | Gwinea   | Championnat National | 23    | 18     |
| 1988/89 | USM Libreville      | Gabon    | Championnat National | 24    | 13     |
| 1989/90 | USM Libreville      | Gabon    | Championnat National | 12    | 10     |
| 1989/90 | Willem II Tilburg   | Holandia | Eredivisie           | 16    | 0      |
| 1990/91 | Willem II Tilburg   | Holandia | Eredivisie           | 26    | 6      |
| 1991/92 | Willem II Tilburg   | Holandia | Eredivisie           | 21    | 2      |
| 1992/93 | Willem II Tilburg   | Holandia | Eredivisie           | 26    | 5      |
| 1993/94 | Willem II Tilburg   | Holandia | Eredivisie           | 27    | 8      |
| 1994/95 | Willem II Tilburg   | Holandia | Eredivisie           | 29    | 3      |
| 1995/96 | FC Martigues        | Francja  | Ligue 1              | 23    | 4      |
| 1996/97 | FC Martigues        | Francja  | Ligue 2              | 13    | 2      |
| 1997/98 | Ayr United          | Szkocja  | First Division       | 3     | 0      |
| 1998/99 | Paniliakos          | Grecja   | Alpha Ethniki        | 15    | 1      |
| 1999/00 | Paniliakos          | Grecja   | Alpha Ethniki        | 0     | 0      |
| 1999/00 | Chamois Niortais FC | Francja  | Ligue 2              | 4     | 0      |
| 2000/01 | FC Istres           | Francja  | Championnat National | ?     | ?      |
| 2001/02 | Stade Tunisien      | Tunezja  | CLP-1                | ?     | ?      |

## Kariera reprezentacyjna
W reprezentacji Gwinei Sylla zadebiutował w 1990 roku. W 1994 roku był w kadrze Gwinei na Pucharze Narodów Afryki 1994. Rozegrał na nim jeden mecz, z Ghaną (0:1).
W 1998 roku Sylla został powołany do kadry Gwinei na Puchar Narodów Afryki 1998. Nie wystąpił na nim w żadnym spotkaniu. W kadrze narodowej grał do 1999 roku.